# Le Retour de l'inspecteur Logan
Le Retour de l'inspecteur Logan ou Police contre police (Exiled: A Law and Order Movie) est un téléfilm américain réalisé par Jean de Segonzac et diffusé le 8 novembre 1998 sur le réseau NBC.

## Synopsis
Mike Logan, un inspecteur de la police de New York, vient de passer trois ans à Staten Island, après avoir enquêté sur un politicien corrompu. La découverte du cadavre d'une prostituée dans les environs du port lui fait penser que s'il obtient le droit de mener à bien cette investigation, il pourra rejoindre son commissariat d'origine à Manhattan. Son ancien chef lui permet d'enquêter, uniquement s'il accepte d'être secondé par Frankie Silvera. Les deux policiers ne tardent pas à découvrir divers indices qui les mènent à un grand ponte de la mafia. Tout se complique lorsqu'ils découvrent qu'un policier véreux, du commissariat de Logan, est également impliqué dans l'affaire.

## Fiche technique
- Autre titre : Police contre police
- Titre original : Exiled: A Law and Order Movie
- Réalisateur : Jean de Segonzac
- Scénario : Charles Kipps
- Année de production : 1998
- Durée : 84 minutes
- Format : 1.78 : 1 , couleur
- Son : stéréo
- Dates de premières diffusions :
  -  États-Unis : 8 novembre 1998 sur NBC
  -  France : 13 novembre 2001 sur 13e rue
- Interdit aux moins de 10 ans

## Distribution
- Chris Noth : détective Mike Logan
- Ice-T : Seymour « Kingston » Stockton
- Benjamin Bratt : détective Rey Curtis
- Jerry Orbach : détective Lennie Briscoe
- Sam Waterston : Jack McCoy
- Costas Mandylor : Gianni Uzielli
- Dabney Coleman : Lieutenant Kevin Stolper
- Paul Guilfoyle : Detective Sammy Kurtz
- Nicole Ari Parker : Georgeanne Taylor
- Sharon Epatha Merkerson : Lieutenant Anita Van Buren
- John Fiore: détective Tony Profaci